# Crescent (álbum)
Crescent é um álbum de estúdio do músico de jazz John Coltrane. Foi lançado em 1964 pela Impulse! Records.
| Críticas profissionais                                                      | Críticas profissionais |
| Avaliações da crítica                                                       | Avaliações da crítica  |
| Fonte                                                                       | Avaliação              |
| --------------------------------------------------------------------------- | ---------------------- |
| Allmusic                                                                    | [ 1 ]                  |
| Entertainment Weekly                                                        | (positive)             |
| The Village Voice                                                           | (positive)             |
| Esta tabela precisa de ser acompanhada por texto em prosa. Consulte o guia. |                        |

## Faixas
Lado um
1. "Crescent" – 8:41
2. "Wise One" – 9:00
3. "Bessie's Blues" – 3:22

Lado dois
1. "Lonnie's Lament" – 11:45
2. "The Drum Thing" – 7:22

## Músicos
- John Coltrane – sax soprano e sax tenor;
- McCoy Tyner – piano;
- Jimmy Garrison – baixo;
- Elvin Jones – bateria.

Técnicos
- Bob Thiele – produtor;
- Rudy Van Gelder – mixagem;